# Plaubel Makina
Die Plaubel Makina war eine Serie von Mittelformat-Kameras, die von 1911 bis 1953 von der Firma Plaubel in Frankfurt am Main gefertigt wurde. 1975 wurde die Firma samt Namensrechten an die japanische Doi Gruppe verkauft. Diese brachte 1978/79 neue Mittelformat Kameras mit dem Markennamen auf den Markt.

## Hugo Schrader und seine Idee
Hugo Schrader, der Seniorchef der Firma, hatte schon früh die Idee zu einer kompakten Plattenkamera, die die damals üblichen, aber unhandlichen 13×18-Kameras ablösen sollte. Am besten ging dies über das Prinzip der Scherenspreizenkamera, bei der Kameragehäuse und Frontplatte durch Scherenspreizen miteinander verbunden waren. Die für die Entfernungseinstellung notwendige Auszugsveränderung wurde hier durch die Verschiebung der Spreizen herbeigeführt.
Schraders Idee war es, den Antrieb der Spreizen vom hinteren Kamerarahmen in das Vorderteil der Kamera, in die Frontplatte, zu verlegen. Von hier aus wurden durch einen gemeinsamen Trieb die oberen und unteren Spreizen gleichförmig bewegt und die permanent notwendige Parallelität von Frontplatte und Mattscheibe gewährleistet.

## Plaubel Stereo-Makina
Im Jahr 1911 erschien die erste Makina, und zwar der damaligen Vorliebe für stereoskopische Aufnahmen entsprechend als Stereo-Makina. Das Aufnahmeformat war 4,5×10,7. Eine Stereo-Kamera erforderte besondere Präzision sowohl in der Abstimmung der zwei gleichen Objektive als auch in Bezug auf deren synchrone Verstellung.

## Plaubel Makina
Der Markterfolg der Stereo-Makina führte bereits im Jahr 1912 dazu, dass die Firma Plaubel nun eine Makina für Einzelaufnahmen im Format 4,5×6 (heute „Baby-Makina“ genannt) herausbrachte. Schon die ersten Apparate zeigten die dann über viele Jahre nahezu unveränderte Grundform der Makina, d. h., Kamerarahmen und Frontplatte waren durch zwei Paar Scherenspreizen miteinander verbunden, die Verstellung der Scherenspreizen wurde durch einen Triebknopf links an der Frontplatte bewirkt, die Auslösung des Verschlusses erfolgte rechts oben an der Frontplatte.
Durch diesen Aufbau war die Haltung der Kamera festgelegt: Die Finger der linken Hand bedienten die Entfernungseinstellung, die Finger der rechten Hand die Verschlussauslösung, die Kamera selbst wurde durch freie Teile der Hände unterstützt.
Auch damals schon wurde eine Plaubel-Optik verwendet: ein Makinar mit der Lichtstärke 1:4,2 bei 7,5 cm Brennweite. Dessen Lichtstärke war zu der damaligen Zeit außergewöhnlich hoch. Der einfache Sucher, dessen Elemente noch gemeinsam auf dem hinteren Gehäuseteil montiert waren, hatte eine blaue Linse, die die Farbwirkung des Motivs dämpfen sollte. Diese Modelle wurden etwa bis zum Ersten Weltkrieg im Jahr 1914 hergestellt.
Nach Ende des Krieges, im Jahr 1919, wurde an der Weiterentwicklung der Kamera gearbeitet. Es erschien die Makina 4,5×6 nun schon mit dem Plaubel-Anticomar 1:4,2, einem nun vierlinsigen, verkitteten Anastigmaten und im gleichen Jahr auch die erste Makina 6,5×9, ebenfalls mit Anticomar 1:4,2, dessen Brennweite 10 cm betrug.
Im Jahr 1921 wurde diese Type weiter verbessert: Statt des bisher verwendeten Compound-Verschlusses wurde nun der Compur-Verschluss eingebaut. Dieser hatte ein gesondertes Rädchen zur Einstellung der Zeiten.
Das Jahr 1924 brachte die Lichtstärke 1:3 an dem unverkitteten dreilinsigen Anticomar, 1929 folgte die Steigerung der Lichtstärke auf 1:2,9. Dieses Modell zeigte auch den Fernrohrsucher mit langer optischer Achse, d. h., die Negativlinse befand sich nun auf der Frontplatte und die blaue Okular-Sammellinse am hinteren Kameragehäuse.
1929 erschien ein wenig verändertes Modell, bei dem der Verschluss mit einem von Plaubel hergestellten Vorlaufwerk kombiniert war.
1930 erschien die Makina mit dem Vorlauf-Compur und der Zeitenskala auf einem großen Ring rund um das Objektiv. Zugleich wurde der Compur-Spannhebel an die linke Seite der Frontplatte verlegt. Auch die doppelt ausgeführte Zeitenskala des Verschlusses, die das Ablesen bei jeder Stellung der Kamera erleichterte, erschien bereits bei diesem Modell.
Als technische Weiterentwicklung kam im Jahr 1931 das verbesserte, nunmehr vierlinsige Anticomar und die Möglichkeit, gleichzeitig mit dem Sucherbild auch die Meterskala zu sehen. Der Auslösehebel wurde zu einem federnden Knopf an der rechten Seite der Frontplatte umgebildet. Dieses Modell hatte schon den Compur S, also den Vorlauf für Selbstaufnahmen.

## Plaubel Makina II
Alle bisher genannten Modelle laufen heute unter der Bezeichnung Makina I, denn 1933 erschien das Nachfolgemodell, die Makina II. Sie unterschied sich von den früheren Modellen durch das Hinzukommen des gekuppelten Entfernungsmessers. Er ermöglichte eine fast automatisch richtige Scharfstellung. Damit wurden die wichtigen Vorzüge der Makina, nämlich ihre Präzision und die hervorragende Qualität der Optik, nochmals gesteigert.
Parallel zu diesem Modell erschien die verchromte Makina II, bei der die sonst schwarz lackierte Frontplatte und die normalerweise vernickelten Metallteile mit einer matten Verchromung ausgestattet waren. Die verchromte Makina wurde stets mit Parallaxenausgleich am Sucher ausgerüstet, eine Verbesserung, die an der normalen Makina auch nachträglich angebracht werden konnte.

## Plaubel Makina II S
Im Jahr 1936 kam als weitere Verbesserung die Makina II S, bei der die verschiedenen Objektive durch einen neuartigen und präzisen Schnellwechselmechanismus direkt von vorne in einem Stück ausgetauscht werden konnten. Bei diesem Modell saßen sämtliche Objektive vor dem Compurverschluss und hatten eigene Irisblenden, während der Verschluss selbst ohne Blende war. Diese neue Objektivhalterung führte zu einer Verkürzung des Auflagemaßes um 16 mm und machte Änderungen bei den Objektiven notwendig. Das betraf besonders das Tele-Makinar, dessen Brennweite von 210 mm auf 190 mm reduziert wurde und nun den Namen Tele-Makinar S trug. Die Fenster des Entfernungsmessers waren nun beide rechteckig.

## Plaubel Makina IIa/Makina IIb
Neben den oben genannten existieren noch zwei eher ungewöhnliche Varianten, die beide kurz nach dem Zweiten Weltkrieg erschienen.
Die Makina IIa besaß einen Compur-Rapid-Verschluss, der zwischen den Linsenhälften angeordnet war und Belichtungszeiten bis zu 1/400 Sekunde bot. Ferner hatte diese Variante wieder eine schwarzlackierte Frontplatte und fest eingebaute Objektive: entweder ein Plaubel Anticomar ƒ/4,2 10 cm oder ein Schneider Xenar ƒ/4,5 10 cm.
Die Makina IIb war ein Spar-Modell, das auf der schwarzen Frontplatte ein fest montiertes Plaubel Anticomar ƒ/4,2 10 cm trug und einen Verschluss ohne Verlaufwerk, dessen Zeitenreihe bis 1/200 Sekunde reichte.

## Plaubel Makina III/Makina IIIR
Die von 1949 bis 1953 gebaute Makina III ersetzte die Makina IIS und war der Höhepunkt der Modellreihe. Im Wesentlichen unterschied sie sich vom Vorgängermodell dadurch, dass nun alle Objektive vor dem Zentralverschluss saßen, das Vorlaufwerk entfiel.
Im Jahr 1953 erschien die Makina IIIR. Sie unterschied sich von der III durch den nun eingebauten Compur-Rapid-Verschluss. Das R in der Modellbezeichnung wies auf den Rapid-Verschluss hin, der Belichtungszeiten bis zu 1/400 Sekunde, B und T sowie eine Blitzsynchronisation bei X und M bot. Dieser Verschluss ermöglichte, mit geeigneten Blitzbirnen auch bei der kürzesten Belichtungszeit zu blitzen.

## Plaubel Makina 67/670/W67/W69
Nach der Übernahme durch die Doi Gruppe wurden die Großformatkameras weitergebaut. Der Präsident der Doi Gruppe wollte aber auch eine moderne Mittelformat-Messsucherkamera im Programm. Das Design wurde in München entwickelt, die Objektive (2,8/80 mm) von Nikon zugekauft. Das Modell 67 kam 1979 auf den Markt und wurde bis 1982 produziert; es verwendet 120er Rollfilm im Format 6 × 7 cm. Das Nachfolgemodell 670 kann auch 220er Film aufnehmen. Es wurde auch ein Weitwinkel-Modell W67 angeboten, das mit einem 55mm Nikkor ausgestattet ist. Schließlich gab es noch das Modell 69W Proshift, das mit einem 47 mm Schneider Super-Angulon ausgestattet war und Aufnahmen im Format 6 × 9 cm machte; das Objektiv war als Shift-Objektiv montiert.